# Periclimenes imperator

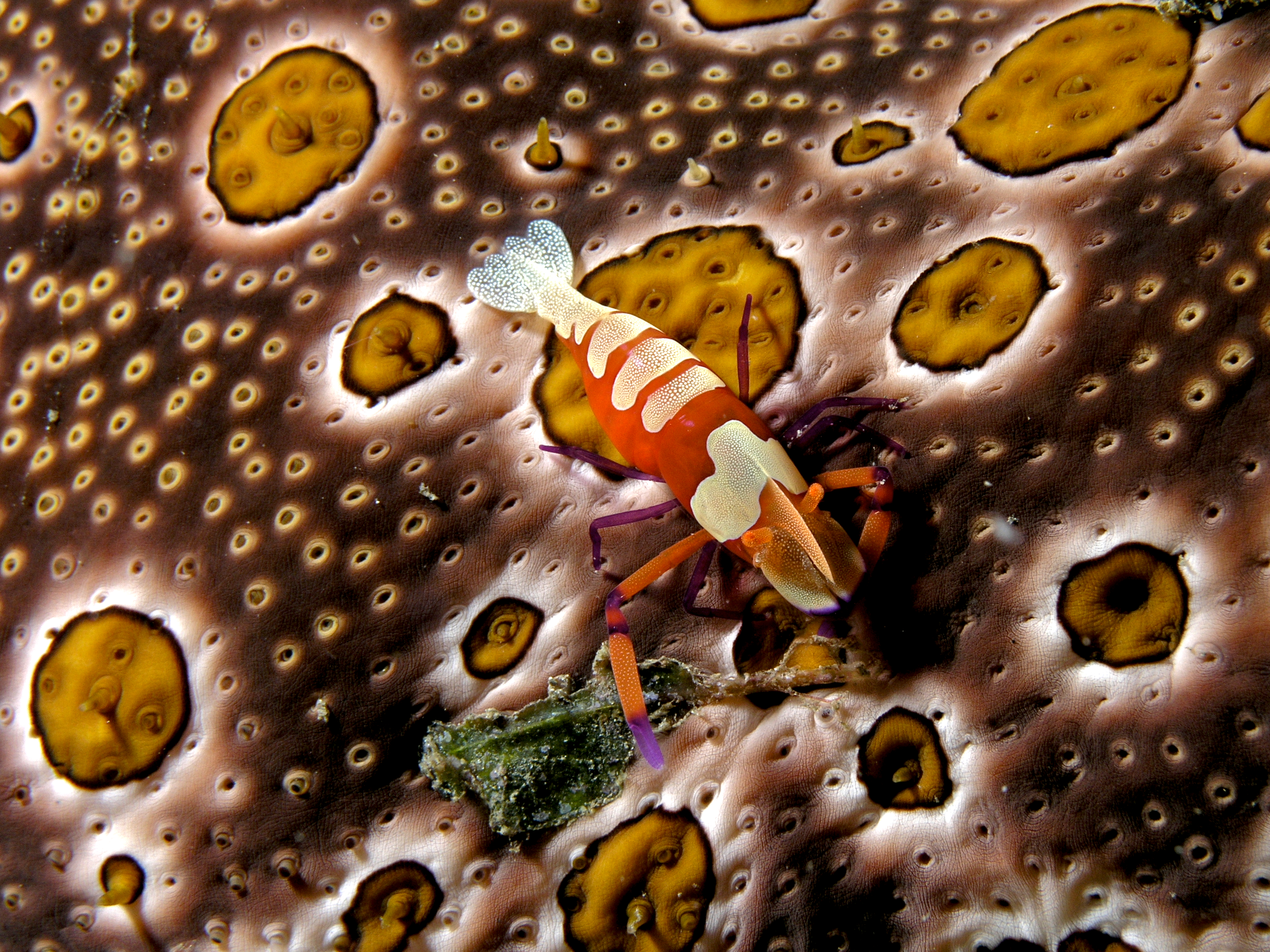
P. imperator sobre pepino de mar Bohadschia argus.

El camarón emperador (Periclimenes imperator) es una especie de camarón de la familia Palaemonidae, orden Decapoda. 

## Hábitat y distribución
Habita en el Atolón Bikini y en Nueva Zelanda, donde allí es comestible como marisco.